# Diaphorus translucens
Diaphorus translucens är en tvåvingeart som beskrevs av de Meijere 1916. Diaphorus translucens ingår i släktet Diaphorus och familjen styltflugor. Inga underarter finns listade i Catalogue of Life.